# Бенедитинус (Пиауи)

Бенедитинус на карте штата.

Бенедитинус (порт. Beneditinos) — муниципалитет в Бразилии, входит в штат Пиауи. Составная часть мезорегиона Северо-центральная часть штата Пиауи. Входит в экономико-статистический микрорегион Терезина. Население составляет 9911 человек на 2010 год. Занимает площадь 788,584 км². Плотность населения — 12,57 чел./км².

## Демография
Согласно сведениям, собранным в ходе переписи 2010 г. Национальным институтом географии и статистики (IBGE), население муниципалитета составляет:
| Полное население                               | Полное население                               | Полное население                               | Полное население                               | 9911  |
| ---------------------------------------------- | ---------------------------------------------- | ---------------------------------------------- | ---------------------------------------------- | ----- |
| в том числе:                                   | Городское население                            | 6261                                           | Процент городского населения, %                | 63,17 |
|                                                | Сельское население                             | 3650                                           | Процент сельского населения, %                 | 36,83 |
|                                                | Мужское население                              | 5014                                           | Процент мужского населения, %                  | 50,59 |
|                                                | Женское население                              | 4897                                           | Процент женского населения, %                  | 49,41 |
| Плотность населения, чел/км²                   | Плотность населения, чел/км²                   | Плотность населения, чел/км²                   | Плотность населения, чел/км²                   | 12,57 |
| Население муниципалитета в % к населению штата | Население муниципалитета в % к населению штата | Население муниципалитета в % к населению штата | Население муниципалитета в % к населению штата | 0,32  |

По данным оценки 2016 года, население муниципалитета составляет 10 027 жителей.

## Статистика
- Валовой внутренний продукт на 2003 год составляет 15 333 261,00 реалов (данные: Бразильский институт географии и статистики).
- Валовой внутренний продукт на душу населения на 2003 год составляет 1600,38 реалов (данные: Бразильский институт географии и статистики).
- Индекс развития человеческого потенциала на 2000 год составляет 0,604 (данные: Программа развития ООН).